# Arenaria alpamarcae
Arenaria alpamarcae är en nejlikväxtart som beskrevs av Asa Gray. Arenaria alpamarcae ingår i släktet narvar, och familjen nejlikväxter. Inga underarter finns listade i Catalogue of Life.